# Ammerschwihr
Ammerschwihr é uma comuna francesa na região administrativa de Grande Leste, no departamento Alto Reno. Estende-se por uma área de 19,67 km². Em 2010 a comuna tinha 1 815 habitantes (densidade: 92,3 hab./km²).